# Gran Premio de España de Motociclismo de 2020
El Gran Premio de España de Motociclismo de 2020 (oficialmente Gran Premio Red Bull de España) fue la segunda prueba del Campeonato del Mundo de Motociclismo de 2020 y la primera prueba de MotoGP tras la cancelación de Catar por COVID. Tuvo lugar el fin de semana del 17 al 19 de julio de 2020 en el Circuito de Jerez - Ángel Nieto, situado en la ciudad andaluza de Jerez de la Frontera, España.
La carrera de MotoGP fue ganada por Fabio Quartararo, seguido de Maverick Viñales y Andrea Dovizioso. Luca Marini fue el ganador de la prueba de Moto2, por delante de Tetsuta Nagashima y Jorge Martín. La carrera de Moto3 fue ganada por Albert Arenas, Ai Ogura fue segundo y Tony Arbolino tercero. Eric Granado ganó la carrera de MotoE seguido de Matteo Ferrari y Dominique Aegerter

## Resultados

### Resultados MotoGP
| Pos.    | N.º | Piloto            | Constructor | Vueltas | Tiempo    | Parrilla | Puntos |
| ------- | --- | ----------------- | ----------- | ------- | --------- | -------- | ------ |
| 1       | 20  | Fabio Quartararo  | Yamaha      | 25      | 41:23.796 | 1        | 25     |
| 2       | 12  | Maverick Viñales  | Yamaha      | 25      | +4.603    | 2        | 20     |
| 3       | 04  | Andrea Dovizioso  | Ducati      | 25      | +5.946    | 7        | 16     |
| 4       | 43  | Jack Miller       | Ducati      | 25      | +6.668    | 5        | 13     |
| 5       | 21  | Franco Morbidelli | Yamaha      | 25      | +6.844    | 8        | 11     |
| 6       | 44  | Pol Espargaró     | KTM         | 25      | +6.938    | 6        | 10     |
| 7       | 63  | Francesco Bagnaia | Ducati      | 25      | +13.027   | 4        | 9      |
| 8       | 88  | Miguel Oliveira   | KTM         | 25      | +13.441   | 15       | 8      |
| 9       | 9   | Danilo Petrucci   | Ducati      | 25      | +19.651   | 12       | 7      |
| 10      | 30  | Takaaki Nakagami  | Honda       | 25      | +21.553   | 13       | 6      |
| 11      | 5   | Johann Zarco      | Ducati      | 25      | +25.100   | 18       | 5      |
| 12      | 73  | Álex Márquez      | Honda       | 25      | +27.350   | 19       | 4      |
| 13      | 33  | Brad Binder       | KTM         | 25      | +29.640   | 11       | 3      |
| 14      | 53  | Tito Rabat        | Ducati      | 25      | +32.898   | 17       | 2      |
| 15      | 38  | Bradley Smith     | Aprilia     | 25      | +39.682   | 16       | 1      |
| Ret     | 93  | Marc Márquez      | Honda       | 21      | Caída     | 3        |        |
| Ret     | 27  | Iker Lecuona      | KTM         | 19      | Retirado  | 20       |        |
| Ret     | 46  | Valentino Rossi   | Yamaha      | 18      | Retirado  | 9        |        |
| Ret     | 41  | Aleix Espargaró   | Aprilia     | 2       | Caída     | 14       |        |
| Ret     | 36  | Joan Mir          | Suzuki      | 1       | Caída     | 10       |        |
| DNS     | 35  | Cal Crutchlow     | Honda       |         | No empezó |          |        |
| DNS     | 42  | Álex Rins         | Suzuki      |         | No empezó |          |        |
| Fuente: |     |                   |             |         |           |          |        |

### Resultados Moto2
| Pos.    | N.º | Piloto                  | Constructor | Vueltas | Tiempo    | Parrilla | Puntos |
| ------- | --- | ----------------------- | ----------- | ------- | --------- | -------- | ------ |
| 1       | 10  | Luca Marini             | Kalex       | 23      | 39:23.297 | 4        | 25     |
| 2       | 45  | Tetsuta Nagashima       | Kalex       | 23      | +1.271    | 8        | 20     |
| 3       | 88  | Jorge Martín            | Kalex       | 23      | +4.838    | 1        | 16     |
| 4       | 22  | Sam Lowes               | Kalex       | 23      | +6.200    | 3        | 13     |
| 5       | 44  | Arón Canet              | Speed Up    | 23      | +10.794   | 6        | 11     |
| 6       | 55  | Hafizh Syahrin          | Speed Up    | 23      | +15.578   | 15       | 10     |
| 7       | 87  | Remy Gardner            | Kalex       | 23      | +17.426   | 12       | 9      |
| 8       | 7   | Lorenzo Baldassarri     | Kalex       | 23      | +19.416   | 10       | 8      |
| 9       | 33  | Enea Bastianini         | Kalex       | 23      | +19.505   | 11       | 7      |
| 10      | 97  | Xavi Vierge             | Kalex       | 23      | +19.590   | 9        | 6      |
| 11      | 62  | Stefano Manzi           | MV Agusta   | 23      | +21.269   | 23       | 5      |
| 12      | 40  | Héctor Garzó            | Kalex       | 23      | +21.405   | 14       | 4      |
| 13      | 37  | Augusto Fernández       | Kalex       | 23      | +24.550   | 24       | 3      |
| 14      | 11  | Nicolò Bulega           | Kalex       | 23      | +26.232   | 20       | 2      |
| 15      | 24  | Simone Corsi            | MV Agusta   | 23      | +27.303   | 21       | 1      |
| 16      | 57  | Edgar Pons              | Kalex       | 23      | +32.566   | 13       |        |
| 17      | 16  | Joe Roberts             | Kalex       | 23      | +33.951   | 16       |        |
| 18      | 96  | Jake Dixon              | Kalex       | 23      | +36.432   | 17       |        |
| 19      | 19  | Lorenzo Dalla Porta     | Kalex       | 23      | +43.699   | 27       |        |
| 20      | 27  | Andi Farid Izdihar      | Kalex       | 23      | +43.889   | 28       |        |
| 21      | 2   | Jesko Raffin            | NTS         | 23      | +1:02.884 | 29       |        |
| 22      | 99  | Kasma Daniel Kasmayudin | Kalex       | 23      | +1:09.455 | 30       |        |
| 23      | 42  | Marcos Ramírez          | Kalex       | 22      | +1 vuelta | 25       |        |
| Ret     | 12  | Thomas Lüthi            | Kalex       | 20      | Caída     | 19       |        |
| Ret     | 21  | Fabio Di Giannantonio   | Speed Up    | 16      | Retirado  | 18       |        |
| Ret     | 23  | Marcel Schrötter        | Kalex       | 7       | Caída     | 7        |        |
| Ret     | 72  | Marco Bezzecchi         | Kalex       | 6       | Caída     | 5        |        |
| Ret     | 64  | Bo Bendsneyder          | NTS         | 6       | Caída     | 22       |        |
| Ret     | 35  | Somkiat Chantra         | Kalex       | 5       | Caída     | 26       |        |
| Ret     | 9   | Jorge Navarro           | Speed Up    | 0       | Caída     | 2        |        |
| Fuente: |     |                         |             |         |           |          |        |

### Resultados Moto3
| Pos.    | N.º | Piloto             | Constructor | Vueltas | Tiempo    | Parrilla | Puntos |
| ------- | --- | ------------------ | ----------- | ------- | --------- | -------- | ------ |
| 1       | 75  | Albert Arenas      | KTM         | 22      | 39:26.256 | 7        | 25     |
| 2       | 79  | Ai Ogura           | Honda       | 22      | +0.340    | 15       | 20     |
| 3       | 14  | Tony Arbolino      | Honda       | 22      | +0.369    | 10       | 16     |
| 4       | 16  | Andrea Migno       | KTM         | 22      | +0.546    | 2        | 13     |
| 5       | 13  | Celestino Vietti   | KTM         | 22      | +0.634    | 5        | 11     |
| 6       | 25  | Raúl Fernández     | KTM         | 22      | +0.682    | 4        | 10     |
| 7       | 2   | Gabriel Rodrigo    | Honda       | 22      | +0.753    | 9        | 9      |
| 8       | 24  | Tatsuki Suzuki     | Honda       | 22      | +0.881    | 1        | 8      |
| 9       | 23  | Niccolò Antonelli  | Honda       | 22      | +0.986    | 12       | 7      |
| 10      | 5   | Jaume Masiá        | Honda       | 22      | +3.646    | 11       | 6      |
| 11      | 71  | Ayumu Sasaki       | KTM         | 22      | +3.751    | 17       | 5      |
| 12      | 82  | Stefano Nepa       | KTM         | 22      | +3.936    | 16       | 4      |
| 13      | 55  | Romano Fenati      | Husqvarna   | 22      | +4.157    | 8        | 3      |
| 14      | 21  | Alonso López       | Husqvarna   | 22      | +6.086    | 27       | 2      |
| 15      | 52  | Jeremy Alcoba      | Honda       | 22      | +5.608    | 6        | 1      |
| 16      | 6   | Ryusei Yamanaka    | Honda       | 22      | +6.098    | 25       |        |
| 17      | 11  | Sergio García      | Honda       | 22      | +6.256    | 31       |        |
| 18      | 40  | Darryn Binder      | KTM         | 22      | +17.642   | 21       |        |
| 19      | 27  | Kaito Toba         | KTM         | 22      | +28.324   | 13       |        |
| 20      | 73  | Maximilian Kofler  | KTM         | 22      | +28.406   | 26       |        |
| 21      | 50  | Jason Dupasquier   | KTM         | 22      | +28.640   | 28       |        |
| 22      | 89  | Khairul Idham Pawi | Honda       | 22      | +28.844   | 30       |        |
| 23      | 9   | Davide Pizzoli     | KTM         | 22      | +29.026   | 22       |        |
| 24      | 70  | Barry Baltus       | KTM         | 22      | +33.352   | 29       |        |
| 25      | 53  | Deniz Öncü         | KTM         | 22      | +1:03.589 | 18       |        |
| Ret     | 17  | John McPhee        | Honda       | 21      | Caída     | 3        |        |
| Ret     | 92  | Yuki Kunii         | Honda       | 16      | Retirado  | 20       |        |
| Ret     | 12  | Filip Salač        | Honda       | 10      | Retirado  | 14       |        |
| Ret     | 54  | Riccardo Rossi     | KTM         | 7       | Retirado  | 24       |        |
| Ret     | 7   | Dennis Foggia      | Honda       | 0       | Caída     | 19       |        |
| Ret     | 99  | Carlos Tatay       | KTM         | 0       | Caída     | 23       |        |
| 1.      |     |                    |             |         |           |          |        |
| Fuente: |     |                    |             |         |           |          |        |

### Resultados MotoE
| Pos.    | N.º | Piloto             | Constructor | Vueltas | Tiempo    | Parrilla | Puntos |
| ------- | --- | ------------------ | ----------- | ------- | --------- | -------- | ------ |
| 1       | 51  | Eric Granado       | Energica    | 6       | 10:55.542 | 1        | 25     |
| 2       | 11  | Matteo Ferrari     | Energica    | 6       | +3.044    | 4        | 20     |
| 3       | 77  | Dominique Aegerter | Energica    | 6       | +3.299    | 3        | 16     |
| 4       | 35  | Lukas Tulovic      | Energica    | 6       | +3.517    | 2        | 13     |
| 5       | 27  | Mattia Casadei     | Energica    | 6       | +4.082    | 10       | 11     |
| 6       | 40  | Jordi Torres       | Energica    | 6       | +4.245    | 8        | 10     |
| 7       | 55  | Alejandro Medina   | Energica    | 6       | +4.906    | 5        | 9      |
| 8       | 10  | Xavier Siméon      | Energica    | 6       | +5.475    | 6        | 8      |
| 9       | 16  | Joshua Hook        | Energica    | 6       | +5.795    | 13       | 7      |
| 10      | 63  | Mike Di Meglio     | Energica    | 6       | +8.484    | 11       | 6      |
| 11      | 66  | Niki Tuuli         | Energica    | 6       | +8.791    | 9        | 5      |
| 12      | 70  | Tommaso Marcon     | Energica    | 6       | +10.301   | 15       | 4      |
| 13      | 7   | Niccolò Canepa     | Energica    | 6       | +10.579   | 17       | 3      |
| 14      | 18  | Xavier Cardelús    | Energica    | 6       | +10.868   | 12       | 2      |
| 15      | 6   | María Herrera      | Energica    | 6       | +14.311   | 14       | 1      |
| 16      | 84  | Jakub Kornfeil     | Energica    | 6       | +21.385   | 16       |        |
| 17      | 15  | Alex de Angelis    | Energica    | 6       | +26.977   | 7        |        |
| WD      | 61  | Alessandro Zaccone | Energica    |         | Se retiró |          |        |
| 1.      |     |                    |             |         |           |          |        |
| Fuente: |     |                    |             |         |           |          |        |